# Le Droit d'aimer (film, 1929)
Pour les articles homonymes, voir Le Droit d'aimer.

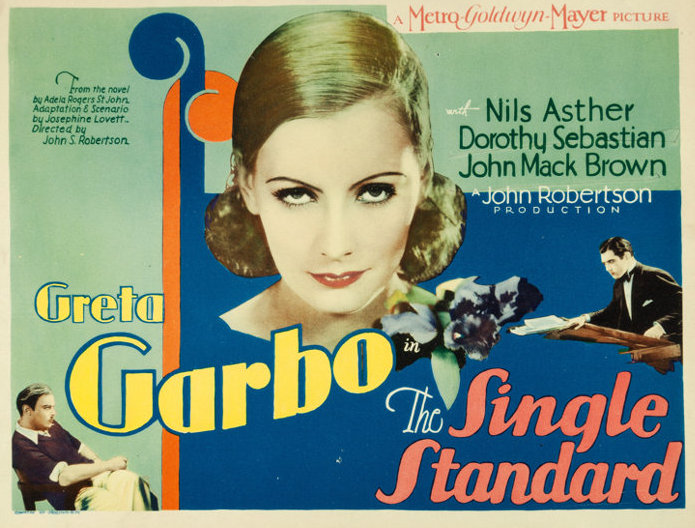
Affiche pour le film Le Droit d'aimer (The Single Standard), 1929

Le Droit d'aimer (The Single Standard) est un film muet américain réalisé par John S. Robertson, sorti en 1929 aux États-Unis.

## Synopsis
Arden est une belle jeune femme de la bonne société, disposant d'une très bonne éducation et, surtout, munie d'une forte personnalité. Elle contemple avec un dédain critique le comportement rude et peu respectueux – en particulier envers les femmes – des hommes autour d'elle. Par manque de convention et par désir d'« autre chose », elle conduit des voitures, s'accoquine avec un des chauffeurs, ce qui n'est pas accepté par ses pairs.
Un jour où elle sort seule en ville, elle fait la connaissance d'un aventurier, Packy, à la fois peintre, boxeur et marin. Ils deviennent amants et il l'emmène plusieurs mois dans une croisière autour du monde, sous le soleil exotique des îles. 
Mais il a besoin de solitude pour créer, alors il la ramène chez elle et annonce que leur relation est terminée.
Arden épouse un de ses anciens prétendants, Tommy, et ils ont un enfant ensemble.
Un jour, le beau Packy revient et la pauvre Arden est tiraillée entre son amour toujours vif pour celui-ci et sa dévotion naturelle pour sa famille. Son cœur balance, elle hésite. Tommy veut même y mettre bon ordre, avec des moyens violents envers l'aventurier. Finalement il n'en aura pas besoin, Arden fait parler sa raison et le marin repart autour du monde pour de nouvelles aventures.

## Fiche technique
- Titre original : The Single Standard
- Réalisation : John S. Robertson
- Scénario : Josephine Lovett, Marian Ainslee (intertitres), d'après un roman de Adela Rogers St. Johns
- Image : Oliver T. Marsh
- Musique : William Axt
- Montage : Blanche Sewell
- Direction artistique : Cedric Gibbons
- Costumes : Adrian
- Production : John S. Robertson pour la MGM
- Pays de production : États-Unis
- Durée : 71 min
- Format : Noir et blanc - film muet avec bande musicale
- Dates de sortie : 
  - États-Unis : 27 juillet 1929
  - France : 1930

## Distribution
- Greta Garbo : Arden Stuart Hewlett
- Nils Asther : Packy Cannon
- Johnny Mack Brown : Tommy Hewlett
- Dorothy Sebastian : Mercedes Stuart
- Lane Chandler : Ding Stuart
- Mahlon Hamilton : Mr. Glendenning
- Kathlyn Williams : Mrs. Glendenning
- Zeffie Tilbury : Mrs. Handley

## Autour du film

### Greta Garbo
- Il s'agit du 16e film de Greta Garbo qui était alors âgée de 24 ans, le 9e de sa carrière hollywoodienne.
- Avec l'acteur Nils Asther, outre Le Droit d'aimer (1929), elle aura joué dans Terre de volupté (1929).

### Nils Asther
Nils Asther est d'origine suédoise, comme Greta Garbo, et, également comme elle, il a commencé sa carrière sous l'égide de Mauritz Stiller.